# Drobo
Drobo（ドロボ）とは、米国 Drobo 社が製造するストレージ装置である。USB, eSATA, FireWire, Gigabit Ethernet または Thunderbolt 接続の DAS 、NAS、および iSCSI 接続の SAN ストレージがある。
Drobo 社が開発した Beyond RAID という独自技術を搭載していることが特徴。
Beyond RAID によりストレージ装置としての管理が容易で、NAS製品は Drobo Apps により様々な機能を追加することが可能である。
日本国内の販売代理店は、2014年10月頃までは国際産業技術株式会社、それ以降は株式会社プリンストンである。
2022年、破産申請を行った。

## BeyondRAID
Drobo は、Drobo 社が開発した BeyondRAID と呼ばれる技術を搭載している。これは ISO にて定義されている RAID 技術を拡張したもので、JBOD のように異なる種類のハードディスクを組み合わせた単一のストレージを構築できることがメリット。すべてのディスクに冗長性を確保し、なおかつホットスワップをサポートする。
ディスク台数が 2 台の時は RAID 1、3 台以上の時は RAID 5/6 のような動作をする。ディスク台数が 3 台以上の時は、管理用アプリケーションの Drobo Dashboard を使用してディスクの保護台数を１台または２台から選ぶことができる。
Drobo で使用可能なストレージ容量は、すべてのディスク容量を足したものから、最も容量の大きいディスク容量を差し引いたものにほぼ等しい。
たとえば 500, 400, 200, 100 GB のハードディスクが本体にセットされている場合、搭載されている容量を合計した 500 + 400 + 200 + 100 = 1,200 GB から、データ保護領域 500 GB を差し引いた 700 GB が利用可能なディスク領域となる。
また、異なる回転数のハードディスクを使用することができる。その場合、転送速度は遅いディスクに合わせて動作する。
Beyond RAID 技術は米国にて特許申請されており、詳細は公開されている。

## Drobo Apps
5N, FS, Pro FS, B800fs 等のNASで利用可能。アプリケーションを導入することで、DLNAサーバ、bittorrent クライアント、HTTPサーバ、FTPサーバ 、 Perl 、rsync 等を利用できる。
ただし一部のアプリケーションを除いてメーカーはサポートしておらず、自己責任での利用が必要となる。

## ハードディスクの増設・交換
ハードディスクの増設・交換はディスクスロットイン方式を採用し、HDD/SSDの装着時にネジ止めが不要で、ただ差し込んだり抜き取るのみである。管理アプリケーション側での設定も不要であり、他のストレージ製品と比較して容易にディスクの増設や交換が行える。

## 製品
2020年5月現在での製品一覧は下表のとおりである。販売中の製品名はDroboの次の数字がベイ数，iはSAN，NまたはnはNAS，DまたはCはDAS であることを表し，同シリーズの世代を示す数字が付されている場合もある。例えばDrobo5N2は、ベイ数5のNASの第2世代の製品である。また、Bが付く製品は8ベイ以上のビジネス向けモデルである。
| 製品名        | 発売日     | ステータス | 種別 | ベイ数 | ディスク保護 | ホスト    | USB         | FireWire 800 | Gigabit Ethernet                    | eSATA | Thunderbolt |
| ------------- | ---------- | ---------- | ---- | ------ | ------------ | --------- | ----------- | ------------ | ----------------------------------- | ----- | ----------- |
| Drobo (1st)   | 2007-06-05 | 製造終了   | DAS  | 4      | 1            | 1台       | 2.0         | ー           | ー                                  | ー    | ー          |
| Drobo (2nd)   | 2008-07-08 | 製造終了   | DAS  | 4      | 1            | 1台       | 2.0         | 有り         | ー                                  | ー    | ー          |
| Drobo S       | 2009-11-23 | 製造終了   | DAS  | 5      | 1or2         | 1台       | 2.0         | 有り         | ー                                  | 有り  | ー          |
| Drobo S (2nd) | 2010-11-16 | 製造終了   | DAS  | 5      | 1or2         | 1台       | 3.0         | 有り         | ー                                  | 有り  | ー          |
| Drobo FS      | 2010-04-06 | 製造終了   | NAS  | 5      | 1or2         | 32台まで  | ー          | ー           | 1port (AFP and CIFS/SMB)            | ー    | ー          |
| DroboPro      | 2009-04-07 | 製造終了   | DAS  | 8      | 1or2         | 1台       | 2.0         | 有り         | 1port (iSCSI)                       | ー    | ー          |
| DroboPro FS   | 2010-10-05 | 製造終了   | NAS  | 8      | 1or2         | 32台まで  | ー          | ー           | 2ports (AFP and CIFS/SMB)           | ー    | ー          |
| DroboElite    | 2009-11-23 | 製造終了   | SAN  | 8      | 1or2         | 16台まで  | 2.0, 管理用 | ー           | 2ports (iSCSI)                      | ー    | ー          |
| B800fs        | 2011-02-08 | 製造終了   | NAS  | 8      | 1or2         | 32台まで  | ー          | ー           | 2ports (AFP and CIFS/SMB)           | ー    | ー          |
| B800i         | 2011-02-08 | 製造終了   | SAN  | 8      | 1or2         | 16台まで  | 2.0, 管理用 | ー           | 2ports(iSCSI)                       | ー    | ー          |
| B1200i        | 2011-09    | 製造終了   | SAN  | 12     | 1or2         | 24台まで  | ー          | ー           | 3ports(iSCSI) and 1port(Management) | ー    | ー          |
| Drobo Mini    | 2012-11-20 | 製造終了   | DAS  | 4      | 1or2         | 1台       | 3.0         | ー           | ー                                  | ー    | 2ports      |
| Drobo 5D      | 2012-11-20 | 製造終了   | DAS  | 5      | 1or2         | 1台       | 3.0         | ー           | ー                                  | ー    | 2ports      |
| Drobo 5N      | 2012-12-17 | 製造終了   | NAS  | 5      | 1or2         | 32台まで  | ー          | ー           | 1port(AFP and CIFS/SMB)             | ー    | ー          |
| Drobo 5D3     | 2017-9     | 製造終了   | DAS  | 5      | 1or2         | 1台       | 3.0         | ー           | ー                                  | ー    | ー          |
| Drobo 5C      | 2016-11    | 製造終了   | DAS  | 5      | 1or2         | 1台       | 3.0         | ー           | ー                                  | ー    | 2ports      |
| Drobo 8D      | 2019-5     | 製造終了   | DAS  | 8      | 1or2         | 1台       | ー          | ー           | ー                                  | ー    | 2ports      |
| Drobo B810i   | 2016-5     | 製造終了   | SAN  | 8      | 1or2         |           | ー          | ー           | 2ports(iSCSI) and 1port(Management) | ー    | ー          |
| Drobo 5N2     | 2017-6     | 製造終了   | NAS  | 5      | 1or2         |           | ー          | ー           | 2ports(AFP and CIFS/SMB)            | ー    | ー          |
| Drobo B810n   | 2015-12    | 製造終了   | NAS  | 8      | 1or2         | 100台まで | ー          | ー           | 2ports(AFP and CIFS/SMB)            | ー    | ー          |

### 製造終了製品

#### 2nd Generation
個人・SOHO向け。USB, FireWire 800 接続の DAS 。Drobo シリーズの中では、もっとも安価である。
最新ファームウェアでは 2TB HDD まで利用可能。

#### Drobo S
個人・SOHO向け。USB, FireWire 800, eSATA 接続の DAS 。

#### Drobo FS
ギガビット・イーサネット 接続の NAS。Drobo Apps 対応。

#### Drobo Pro
iSCSI 接続の SAN ストレージ。
接続可能なホストは 1 つ。

#### Drobo Pro FS
ギガビット・イーサネット 接続の NAS。Drobo Apps 対応。FS の上位機種。

#### Drobo B800fs
ギガビット・イーサネット 接続の NAS。Drobo Apps 対応。Pro FS の後継機種。

#### Drobo Elite
2 ポート iSCSI 接続の SAN ストレージ。Pro の上位機種。16 までのホストをサポートし、255 ボリュームまで作成可能。

#### Drobo B800i
iSCSI 接続の SAN ストレージ。Elite の後継機種。

#### Drobo B1200i
iSCSI 接続の SAN ストレージ。B800i の上位機種。

#### Drobo Mini
Thunderbolt 接続の DAS ストレージ。998gでDrobo シリーズ最小。

#### Drobo 5D
Thunderbolt 接続の DAS ストレージ。Sの後継機。

#### Drobo 5N
ギガビット・イーサネット 接続の NASストレージ。FSの後継機。Drobo Apps 対応。

#### Drobo 5D3
5ベイ & Thunderbolt 3×2ポートとUSB3.0（Type-C）を搭載したDASのスタンダードモデル。5Dの後継機。
Gold Edition は、5年間の製品保証付きモデル。

#### Drobo 5C
5ベイ & USB3.0（Type-C）を搭載したDASのエントリーモデル。

#### Drobo 8D
8ベイ & Thunderbolt 3を搭載したDASのパワーユーザー向けモデル。5D3の上位機種。

#### Drobo B810i
8ベイ & iSCSI を搭載したSANの中規模クラスのサーバールーム向けモデル。B800iの後継機。

#### Drobo 5N2
5ベイ & LANポート2基を搭載したNASのスタンダードモデル。5Nの後継機。Drobo Apps 対応。
Gold Edition は、5年間の製品保証付きモデル。

#### Drobo B810n
8ベイ & LANポート2基を搭載したNASのパワーユーザー向けモデル。B800fsの後継機。Drobo Apps 対応。

## レビュー
- PC Perspective DroboPro in-depth review
- Drobo FS Unboxing and Review
- DroboElite Review

## 参照先
1. ↑  US Patent Application No. 20070266037
2. ↑  Drobo FSにDrobo Appsを導入する
3. ↑  FAQ on Drobo website
4. ↑  PC Perspective - Drobo 'Model S' and 'Elite' models hit the streets